# Seznam zápasů ruské fotbalové reprezentace na MS
Ruská fotbalová reprezentace byla celkem 4x na mistrovstvích světa ve fotbale a to v letech 1994, 2002, 2014, 2018.
- Aktualizace po MS 2002 - Počet utkání - 14 - Vítězství - 5x - Remízy - 2x - Prohry - 7x

| Číslo | Soupeř         | Výsledek                | MS      | Fáze turnaje       | Góly Ruska |
| ----- | -------------- | ----------------------- | ------- | ------------------ | --- |
| 1.    | Brazílie       | 0 – 2                   | MS 1994 | základní skupina B | Ne |
| 2.    | Švédsko        | 1 – 3                   | MS 1994 | základní skupina B | Oleg Salenko (penalta)                                                                                         |
| 3.    | Kamerun        | 6 – 1                   | MS 1994 | základní skupina B | Oleg Salenko (4 + 1 penalta), Dmitrij Radčenko                                                                 |
| 4.    | Tunisko        | 2 – 0                   | MS 2002 | základní skupina H | Jegor Titov, Valerij Karpin (penalta)                                                                          |
| 5.    | Japonsko       | 0 – 1                   | MS 2002 | základní skupina H | Ne |
| 6.    | Belgie         | 2 – 3                   | MS 2002 | základní skupina H | Vladimir Běsčastnych, Dmitrij Syčev                                                                            |
| 7.    | Jižní Korea    | 1 – 1                   | MS 2014 | základní skupina H | Alexandr Keržakov                                                                                              |
| 8.    | Belgie         | 0 – 1                   | MS 2014 | základní skupina H | Ne |
| 9.    | Alžírsko       | 1 – 1                   | MS 2014 | základní skupina H | Alexandr Kokorin                                                                                               |
| 10.   | Saúdská Arábie | 5 – 0                   | MS 2018 | základní skupina A | 2x Děnis Čeryšev, Jurij Gazinskij, Arťom Dzjuba, Alexandr Golovin                                              |
| 11.   | Egypt          | 3 – 1                   | MS 2018 | základní skupina A | Jurij Gazinskij, Arťom Dzjuba, Alexandr Golovin                                                                |
| 12.   | Uruguay        | 0 – 3                   | MS 2018 | základní skupina A | Ne |
| 13.   | Španělsko      | 1 – 1 (PP) (pen. 4 - 3) | MS 2018 | osmifinále         | Arťom Dzjuba (penalta) Fjodor Smolov, Sergej Ignaševič, Alexandr Golovin, Děnis Čeryšev                        |
| 14.   | Chorvatsko     | 2 – 2 (PP) (pen. 3 - 4) | MS 2018 | čtvrtfinále        | Děnis Čeryšev, Mário Fernandes Fjodor Smolov, Alan Dzagojev, Mário Fernandes, Sergej Ignaševič, Daler Kuzjajev |